# Allmän vinterlöpare
Allmän vinterlöpare (Bradycellus caucasicus) är en skalbaggsart som först beskrevs av Maximilien de Chaudoir 1846.  Allmän vinterlöpare ingår i släktet Bradycellus, och familjen jordlöpare. Arten är reproducerande i Sverige.